# 杜思
杜思（1525年—？），字子睿，號武川，浙江寧波府鄞縣人，軍籍，明朝政治人物。

## 生平
嘉靖十九年（1540年）庚子科浙江鄉試第五十五名舉人。嘉靖三十五年（1556年）中式丙辰科會試第二百二十四名，二甲第三十三名進士。吏部观政，授工部主事，三十八年升员外，三十九年升郎中，四十一年升山东青州府知府，隆慶元年二月升湖广副使。隆慶六年（1572年）任廣西南寧府知府。官至福建盐运使。

## 家族
曾祖杜鎬；祖父杜常，驛丞；父杜鶚，封工部员外郎，重封青州知府；母聞氏。兄杜恕、弟杜慮。子杜受和，太学生。孫杜登益，萬曆庚子舉人。